# 烏奇科山
12°23′05″S 75°42′05″W / 12.38472°S 75.70139°W

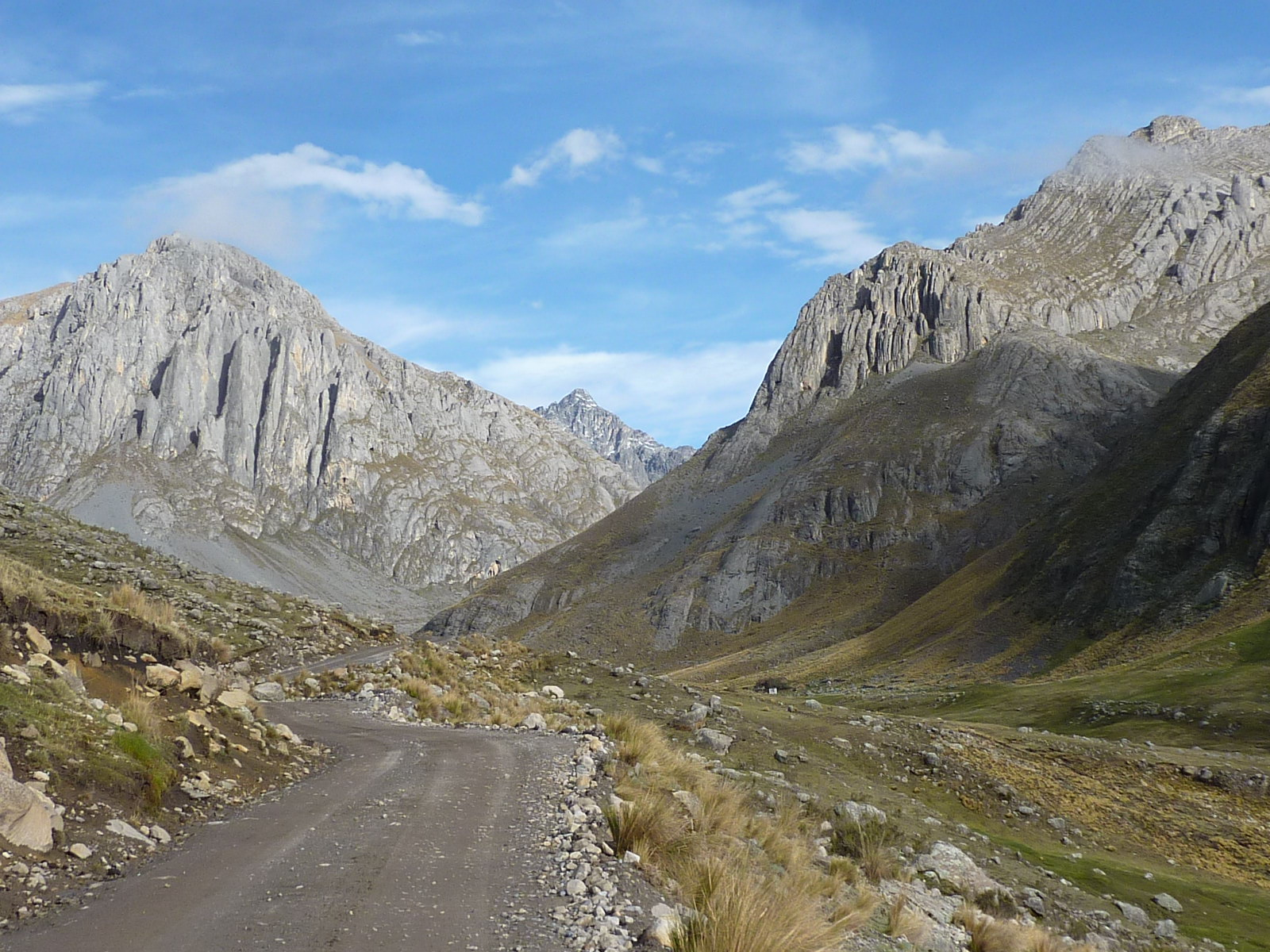

烏奇科山（Uchku），是秘魯的山峰，位於該國中南部利馬大區，由堯約斯省的拉勞斯區負責管轄，屬於秘魯中部山脈的一部分，海拔高度4,800米。